# Richard Kunisch von Richthofen
Richard Theodor Karl Kunisch, ab 1862  Richard Theodor Karl Kunisch von Richthofen (* 31. Januar 1828 in Breslau; † 1. November 1885 in Melsungen) war ein deutscher Landrat und Mitglied des Preußischen Abgeordnetenhauses.

## Leben

### Herkunft und Familie
Richard Kunisch von Richthofen wurde als Sohn des Professors Johann Gottlieb Kunisch (1789–1852) und dessen Ehefrau Trinette Freiin von Richthofen (1796–1861) geboren. Ihre Schwester Luise Rudolfine Karoline adoptierte ihn mit Adoptionsvertrag vom 9. Juli 1862 mit der Maßgabe der Namensvereinigung Kunisch von Richthofen, der Erhebung in den erblichen Adelsstand und der Annahme des freiherrlichen Richthof'schen Wappens (Kabinettsordre vom 8. September 1866).
Am 26. Dezember 1867 schloss Richard in Königsberg mit Elsbeth von der Brincken (1844–1915, Tochter des Geheimen Oberfinanzrats Franz von der Brincken und der Johanna von Natzmer). Aus der Ehe ist die Tochter Editha (* 25. Januar 1869 in Melsungen) hervorgegangen.

### Werdegang und Wirken
Nach dem Abitur immatrikulierte sich Richard Kunisch von Richthofen am 9. April 1846 an der Universität Breslau, um dort Rechts- und Kameralwissenschaften zu studieren. Nach dem ersten juristischen Staatsexamen beim Oberlandesgericht Breslau am 5. April 1849 (Note:„eben genügend“) erhielt er dort eine Anstellung als Auskultator und wurde am Kreisgericht Rawicz und am Stadtgericht Breslau eingesetzt. Nach einer halbjährigen Tätigkeit als Referendar beim Stadtgericht Breslau wurde er im Januar 1852 wegen „tadelhafter Führung“ aus dem Justizdienst entlassen. Begründet wurde dies mit seiner Sympathie für die „staatsfeindliche“ Demokratische Partei und 1848 die Führerschaft der demokratischen Studenten-Partei in Breslau.
Am 30. Juni 1853 wurde er wieder in den Justizdienst eingestellt, allerdings in einer niedrigen Funktion als Bürobote beim Kreisgericht Breslau. Er ließ sich beurlauben und legte am 10. September 1856 die Prüfung zum Regierungsreferendar mit dem Ergebnis „vorschriftsmäßig“ ab. Bei der Regierung in Breslau wurde er als Referendar eingesetzt und nahm 1857/1858 als Korrespondent an der europäischen Konferenz in Bukarest teil. Nach seiner Rückkehr in Berlin wurde ihm 1860 die Verwaltung des Landratsamtes Neumarkt in Schlesien übertragen.
Er kam auch noch zur Regierung in Königsberg sowie in das Innenministerium.
Von Oktober 1866 bis November 1867 wurde ihm die kommissarische Verwaltung des Landratsamtes Heydekrug in Ostpreußen und am 22. März 1868 das Amt des Landrats des Kreises Melsungen übertragen.

### Abgeordneter
Er hatte ein Mandat für das Preußische Abgeordnetenhaus in den Jahren von 1866 bis 1868 für den Wahlkreis Königsberg 1, von 1873 bis 1876 und von 1882 bis 1885 für den Wahlkreis Melsungen als Mitglied der Deutschkonservativen Partei.

### Sonstiges
Er war ein vielsprachig Reisender, Korrespondent und veröffentlichte neben Reisebeschreibungen und Skizzen literarische Texte unter einem Pseudonym.